# アントニオ・パッパーノ
アントニオ・パッパーノ（Sir Antonio Pappano, 1959年12月30日 - ）は、イギリス出身のイタリア系指揮者。

## 人物・来歴
イタリア人の両親のもと、イングランドのエセックス州エピングで生まれたパッパーノは、アメリカに渡りピアノや作曲を学んだ後、各地の歌劇場でコレペティトールとして研鑽を積む。バイロイト音楽祭ではダニエル・バレンボイムのアシスタントを務める。
1987年に、オスロにあるノルウェー歌劇場にデビューし、1990年から音楽監督としてそのキャリアをスタートさせた。1992年よりベルギー・ブリュッセルにあるベルギー王立歌劇場（モネ劇場）の音楽監督に就任、同歌劇場の水準を飛躍的に高める活躍を見せる。1999年、かつて助手として働いたバイロイト音楽祭に楽劇『ローエングリン』を振ってデビューする。2002年よりロンドンのロイヤル・オペラ・ハウスの音楽監督に迎えられ、現在まで活躍を続けている。シンフォニーの分野では、1997年からイスラエル・フィルハーモニー管弦楽団の首席客演指揮者を務める一方、2005年より2023年まで聖チェチーリア国立音楽院管弦楽団の音楽監督を務める。
2012年にイタリア共和国大統領ジョルジョ・ナポリターノよりイタリア共和国功労勲章を受け、エリザベス女王よりナイトに叙せられている。
2023年からロンドン交響楽団の首席指揮者（Chief Conductor Designate）を務める。